# Графова, Лидия Ивановна
Лидия Ивановна Графова (урождённая Аксёнова; 8 августа 1938, Симферополь, СССР — 23 ноября 2020) — российский журналистка, правозащитник и общественный деятель. Председатель Исполкома Международного общественного движения содействия мигрантам и их объединениям, главный редактор независимого журнала «Миграция — XXI век», член Правительственной комиссии по миграционной политике и член Общественного Совета при ФМС России. Лауреат премии «Золотое перо России».

## Биография
Родилась 8 августа 1938 года в Симферополе. В 1960 году окончила факультет журналистики Московского государственного университета им. М. В. Ломоносова.
- 1960—1979 — корреспондент газеты «Комсомольская правда».
- 1979—2003 — обозреватель «Литературной газеты».
- 1990—1999 — сопредседатель комитета «Гражданское содействие»
- с 1996 — председатель Исполкома Международного общественного движения «Форум переселенческих организаций».

Скончалась 23 ноября 2020 года в Москве. Похоронена на Троекуровском кладбище.

## Семья
- Муж — писатель-сатирик Эдуард Григорьевич Графов (род. 1934)
  - Сын — библеист Андрей Графов (род. 1962).

## Журналистская деятельность
С 1960 по 2003 год Лидия Графова работала в печати: 19 лет в «Комсомольской правде» и 25 лет в «Литературной газете».
В «Литературной газете» работала в одном отделе с такими «асами» журналистики, как Евгений Богат, Аркадий Ваксберг, Ольга Чайковская, Юрий Щекочихин, перешла на социальную проблематику. После публикации в «ЛГ» восьми её статей, разоблачающих анонимные доносы, ЦК КПСС принял постановление о запрете реагировать на анонимки.
В защиту мигрантов она опубликовала более 500 статей в российских и зарубежных СМИ. Наряду с изданием журнала «Миграция — XXI век» публиковалась в «Российской газете», «Новой газете», на сайте «Грани.ру» и др.
Автор шести книг, среди них «Страдания по гражданству» и 11 документальных фильмов.
В 2002 году Графова стала номинантом премии им. А. Д. Сахарова «Журналистика как поступок». В 2003 году Уполномоченный по правам человека в РФ присудил ей звание «Лучший журналист-правозащитник года». В 2004 году стала лауреатом конкурса Союза журналистов России в номинации «За защиту человека». В 2005 году вошла в число 35 женщин, номинированных от России на получение Нобелевской премии мира.
В 2008 году награждена высшей журналистской премией — «Золотое перо России». Некоторое время являлась главным редактором журнала «Российская миграция». 13 января 2010 года в Белом доме из рук Сергея Собянина получила Правительственную премию в области печатных СМИ.

## Общественная деятельность
В марте 1990 года стала одним из инициаторов создания первой в России общественной организации, помогающей мигрантам — комитета помощи беженцам «Гражданское содействие». В 1993 году на этой базе была создана межрегиональная организация — Координационный совет помощи беженцам и вынужденным переселенцам. С 1996 года до конца жизни Графова — лидер всероссийского общественного движения «Форум переселенческих организаций», в состав которого в 2000 году входило 167 неправительственных организаций, созданных мигрантами в 53 регионах России. Они объединяли около 200 000 переселенцев. В настоящее время продолжают работать 43 организации в 14 регионах России.
В 2002 году была организатором «Рейса мира» — 4500 километров от Урала до Чечни прошёл трейлер с остановками в 11 городах, где активисты «Форума переселенческих организаций» собирали гуманитарную помощь для детей Чечни.
Во время чеченской войны стала инициатором акции «Из рук в руки», которая доставляла продукты и одежду беженцам в Ингушетии и Дагестане. Собирать материал для статей в Чечне Графовой помогала Наталья Эстемирова.
В 2004—2005 годах с группой добровольцев ездила в Беслан, оказывая информационно-психологическую поддержку пострадавшим в теракте. Помогала созданию трех общественных организаций: «Учком», «Матери Беслана», «Голос Беслана».
На президентских выборах 2018 года была доверенным лицом Григория Явлинского.

## Награды
- Премия Правительства Российской Федерации в области печатных средств массовой информации (30 ноября 2009 года)[9]
- Премия Московской Хельсинкской группы за журналистскую деятельность по продвижению ценностей прав человека (2015)[10].